# Teufelsmoor bei Horst
Teufelsmoor bei Horst este o arie protejată (arie specială de conservare — SAC, sit de importanță comunitară — SCI) din Germania întinsă pe o suprafață de 302 ha, integral pe uscat.

## Localizare
Centrul sitului Teufelsmoor bei Horst este situat la coordonatele 54°03′11″N 12°24′52″E / 54.0531°N 12.4144°E.

## Înființare
Situl Teufelsmoor bei Horst a fost declarat sit de importanță comunitară în decembrie 1999 pentru a proteja 3 specii de animale. Situl a fost protejat și ca arie specială de conservare în august 2016.

## Biodiversitate
Situată în ecoregiunea continentală, aria protejată conține 3 habitate naturale: Lacuri eutrofice naturale cu vegetație de tip Magnopotamion sau Hydrocharition, Lacuri și iazuri distrofice naturale, Mlaștini oligotrofe degradate, capabile încă de regenerare naturală.
La baza desemnării sitului se află mai multe specii protejate:
- mamifere (1): vidră de râu (Lutra lutra)
- nevertebrate (2): libelule (Leucorrhinia pectoralis), Osmoderma eremita